# بيشوفتو
بيشوفتو (بالأمهرية: ደብረ ዘይት)‏ هي مدينة، في إثيوبيا، تقع في بيشوفتو، بلغ عدد سكانها 99,928 نسمة وذلك حسب إحصائيات سنة 2007، تبلغ مساحتها 140 كيلومتر مربع.

## أعلام
- سيباستيانو توسا
- بيوس إديزانمي
- أديس هينتسا